# Paul Lindholm
Paul Lindholm (18 settembre 1970) è un ex calciatore finlandese, di ruolo centrocampista.

## Carriera

### Club
Lindholm giocò con la maglia dello Jaro, prima di passare ai norvegesi del Vard Haugesund.
Nel 1996 fece ritorno allo Jaro. Fu poi in forza al Nykarleby e Öja-73.